# Ferley Reyes
Ferley Reyes Rivas (Unguía, Chocó, 6 de septiembre de 1991-Santa Marta, 15 de enero de 2014) fue un futbolista colombiano. Jugó de delantero en el Pacífico F. C. de la Categoría Primera B colombiana, posteriormente fue transferido al equipo Unión Magdalena. El 15 de enero de 2014 falleció en un atentado en la ciudad de Santa Marta.

## Clubes
| Club            | País     | Año         |
| --------------- | -------- | ----------- |
| Pacífico        | Colombia | 2011 - 2013 |
| Unión Magdalena | Colombia | 2014        |

## Asesinato
El la noche del 15 de enero de 2014 en Gaira localidad de Santa Marta, Ferley Reyes se encontraba con los jugadores del Unión Magdalena en una peluquería, cuando fue sorprendido por los sicarios en motocicleta, alrededor de las 21:15 (Hora colombiana) le disparó en tres oportunidades en tórax, brazo derecho y el cráneo. En la cual llegó sin signos vitales a un hospital de la localidad. También resultó lesionado el jugador Luis Enrique Díaz quien se encontraba cerca del jugador.

## Anexos
- Anexo:Futbolistas fallecidos en activo